# Cricotopus diversus
Cricotopus diversus är en tvåvingeart som beskrevs av Boesel 1983. Cricotopus diversus ingår i släktet Cricotopus och familjen fjädermyggor. Inga underarter finns listade i Catalogue of Life.